# Міліяна Ніколич
Міліяна Ніколич (нар. ? 1975, Сремська Митровиця, СФРЮ) — сербська оперна співачка (меццо-сопрано). У 2001 році закінчила Університет мистецтв (Белград).